# Българево
Българево е село в Североизточна България, област Добрич, община Каварна.

## География
Това е най-близкото населено място до нос Калиакра. Намира се в близост до комплекс „Русалка“, местността Дълбока с известната мидена ферма, както и до местността Болата, представляваща шесткилометрово криволичещо ждрело с изменяща се растителност, пещери и блато – местообитание на редки птици. Мястото е описано за първи път през XIX век от братята археолози Шкорпил.

## История
Според Божидар Димитров: 
| „                                    | ...археологическите разкопки показват, че Калиакра е заселена от прабългарско население. Потомците им и до днес живеят в съседното до носа село Българево и спадат към етнографската група гагаузи, самоназоваваща се и „ески булгар“ (стари българи). | “ |
| Б. Димитров, Пътеводител на Калиакра | |   |

Според преданията селото е основано от 7 семейства. Фамилиите им все още са запазени. То е сменяло мястото си. Било е по пътя към Калиакра, но е възникнала епидемия и се е преместило на сегашното си местонахождение. По-късно се заселват цели родове българи от Котленско, Еленско и Ямболско, дошли с вълните на емиграция от вътрешността на България към слабо населената по онова време Добруджа (средата на XIX век). Селото е било назовано Сюютлюк (букв. „върбалак“) заради върбите, които растели около голямата чешма в центъра, а по-късно е наречено от турците Гяур Суютчук.
След Освобождението в Българево е оземлен и се заселва Йордан поп Христов Кършовски, Ботев четник, написал първата история на Ботевата чета. Умира сравнително млад, само на 42 години. През 1891 г. селото е център на община, съставна на Балчикска околия.
При избухването на Балканската война един човек от Гяур Суютчук е доброволец в Македоно-одринското опълчение. В селото живеят потомци и на опълченец от Руско-турската освободителна война, наричал се Емануил Василев, от XII опълченска дружина, впоследствие известен като „кмет Манол“.
За героичен подвиг от историята на Българево свидетелстват мемоарите на командващия съглашенската армия английския полковник Стюърт. Българево е последното населено място в Добруджа, което пада под румънско владение. В цяла Южна Добруджа съглашенската армия въвежда румънската администрация, само българевци повече от 40 дни, барикадирани с каруците, напреки на пътя, мятат камъни и крещят „искаме булгарещи, не щем румънещи!“ Войската се прибира в Каварна, където е дислоцирана. Започват преговори. Българевци изпращат няколко „старейшини“ като парламентьори. Преводач е местният д-р Чакалов, учил медицина в Чикаго. Полковникът обяснява, че войната е свършила, че всичко е решено, че не желае да се открива огън и да се пролива кръв. Тогава българевци след кратко съвещание измолват за 48 часа отсрочка, за да могат със семействата си и добитъка да се преселят в България. Това предизвиква изумлението на полковника, че българевци са готови да зарежат къщи, имот, ниви, но да запазят националността си. Отлага мисията си за известно време, за което е привикан в Солун, където е щабът, и наказан.
Според запазени свидетелства в печата в края на Румънската кампания през Първата световна война оттеглящите се румънски окупационни сили отнемат от населението в Гявур Суютчушка селска община едър добитък, товарен инвентар и близо 50 тона зърнени храни и фураж.
По време на румънско господство над Добруджа през 1929 г. край селото се провеждат учебни артилерийски стрелби на 40-и Калиакренски полк.

## Население
Преброяване на населението през 2011 г.
Численост и дял на етническите групи според преброяването на населението през 2011 г.:
|                     | Численост | Дял (в %) |
| Общо                | 1321      | 100,00    |
| Българи             | 1262      | 95,53     |
| Турци               | 0         | 0,00      |
| Цигани              | 17        | 1,28      |
| Други               | 9         | 0,68      |
| Не се самоопределят | 3         | 0,22      |
| Неотговорили        | 30        | 2,27      |

## Религии
Местните жители са православни християни. В Българево никога не са живели хора с друго изповедание, което личи включително от храмовете и от названията на селото. Възрастните жени са много набожни и спазват стриктно каноните. Селото е известно още като „селото с 2 църкви“ – българска и гръцка.
През 2011 година е осветен манастир „Света Екатерина“, който се намира в съседство на черквата в селото „Свети Архангел Михаил“. Манастирът е осветен от Варненския и великопреславски митрополит Кирил и неговия викарий Главиницки епископ Йоан. В момента манастирът е действащ мъжки с игумен и единствен обитател архимандрит Методий. 

## Икономика
Туризмът, земеделието, дребното занаятчийство и риболовът са основен източник на доходи в селото. То е известно в региона с най-сладките пъпеши и дини, които отглеждат жителите му. На 20 август 2011 г. е проведен първият по рода си „Празник на пъпеша“, който поставя началото на ежегодно честване с много танци, музика, изложби. В последните години село Българево развива своята инфраструктура, увеличавайки предложенията си за престой в много частни квартири и семейни хотели. В близост до селото се намират няколко големи вятърни парка (от които с най-голямо чуждестранно участие от компаниите Mitsubishi, Япония и AES Wind Energy, САЩ), надхвърлящи общо над 100 бр. вятърни генератори. Инвестициите са главно чуждестранни, с българско участие.

## Забележителности
- Известна културна забележителност до село Българево е резерватът „Нос Калиакра“. Отличава се с богати растителни и животински видове. За запазване на резервата източниците на животински и растителен свят селото е включено в българско-швейцарска програма за опазване на околната среда, за което в центъра на Българево е изграден богат културно-информационен център.

## Редовни събития
- Събор (Сбор) на Архангелов ден, 8 ноември.
- Празник на пъпеша, август месец

## Личности
- Николай Урумов, български актьор и режисьор.